# Carlos Henríquez Argomedo
Carlos Henríquez Argomedo (Santiago, 28 de agosto de 1876-Panamá) fue un ingeniero agrónomo, diplomático y político chileno, miembro del Partido Radical (PR). Se desempeñó como biministro de Estado —en las carteras de Tierras y Colonización, y de Agricultura— durante el segundo gobierno del presidente Arturo Alessandri.

## Familia y estudios
Nació en Santiago de Chile el 28 de agosto de 1876, hijo de Perpetua Argomedo Urzúa y del abogado Belisario Henríquez Ovando, quien fuera intendente (interino) de la provincia de Santiago en 1872, alcalde de esa comuna en 1874 y diputado en 1876. Realizó sus estudios primarios y secundarios en el Instituto Nacional y en la Escuela Militar. Continuó los superiores en superiores en la Escuela de Agronomía de la Universidad de Chile, titulándose como ingeniero agrónomo en 1896. De manera posterior, viajó a Francia para cursar un posgrado en el Instituto Agrónomo de París, instancia dónde permaneció tres años.
Se casó con Raquel Reyes Tagle, hija de José Luis Reyes Gómez y Domitila Tagle Fontecilla. No tuvo hijos.

## Carrera profesional
Profesionalmente, con ocasión del gobierno del presidente Federico Errázuriz Echaurren, fue nombrado subdirector del Instituto Agronómico de Chile entre 1899 y 1902. De manera simultánea, en el mismo período actuó como profesor de zootecnia. En 1904, fue delegado del gobierno de Chile en Europa, cargo que sirvió hasta 1906.
Tras su retorno al país en 1907, se desempeñó como comisionado para la propaganda del salitre en Argentina, y fue vicecónsul de Chile en la capital de dicho país, Buenos Aires. Al año siguiente, fue nombrado cónsul particular, en 1912, cónsul general en el país, y en 1914, fue designado agregado civil a la Legación en Buenos Aires; sirviendo en esas misiones diplomáticas bajo la administración del presidente Ramón Barros Luco.
Entre 1915 y 1928, ocupó el puesto de director del Instituto Meteorológico y Geofísico de Chile, función en la que jubiló. Fue miembro de la Sociedad Nacional de Agricultura (SNA), gremio que paralelamente presidió en 1925. También, fue director de los Talleres de Industrias Nacionales, y presidente y vicepresidente de la Asociación de Propietarios de Santiago.

## Carrera política
En el ámbito político, militó en las filas del Partido Radical (PR). El 24 de diciembre de 1932, el presidente liberal Arturo Alessandri lo llamó al gabinete para servir simultáneamente como ministro de Tierras y Colonización, y de Agricultura, reparticiones en las que se mantuvo hasta el 30 de octubre de 1933.
Luego de dejar el gobierno, desde 1934 ejerció como tasador de las Cajas de Empleados Particulares y de Empleados Públicos y Periodistas. En ese mismo año, fundó la Sociedad de Ingenieros Agrónomos de Chile, de la que fue su presidente.
Entre otras actividades, fue miembro honorario del Cuerpo de Bomberos de Santiago, y de la Comisión de Ornato del Cerro San Cristóbal. Falleció en Panamá, ostentando el cargo de ministro plenipotenciario de Chile en ese país.

## Obra escrita
Fue autor de las siguientes obras:
- Aplicación práctica de los abonos en Chile (1898).
- Los abonos y las enmiendas de los suelos agrícolas (1910).
- El salitre en Chile (1910).
- La enseñanza agrícola extensiva (1911).
- Antecedentes sobre la industria salitrera (1925).